# Velaine-en-Haye
Pour les articles homonymes, voir Velaine et -en-Haye.
Velaine-en-Haye [vəlɛn ɑ̃ ɛ] est une commune déléguée française située dans le département de Meurthe-et-Moselle en région Grand Est. Le 1er janvier 2019, la commune fusionne avec Sexey-les-Bois pour former Bois-de-Haye.

## Géographie
La commune est située dans la forêt de Haye à 11 km de Nancy.

## Toponymie
Le nom de la localité est attesté sous les formes Villenæ (836) ; Villeniæ (884) ; Valleniæ (1033) ; Villennes (1258) ; Vilaine-delà-les-Boys (1536) ; Vellaine (1576) ; Velaine-entre-les-Bois (1629) ; Velaine-les-Bois (1697) ; Velaine-aux-Bois (1708) ; Velaine en Haye (1793) ; Velaine-en-Haye (1801). 

Pluriel du bas latin de l'adjectif féminin villana (terra) : « ( terre ) tenue par un villanus, un paysan libre, domaine non noble ».
L'emploi du déterminant haye dans les anciens lieux-dits indique la présence d'un bois ou d'une forêt.

## Histoire
Un relais de poste se trouvait au lieu-dit la Poste de Velaine par décret du roy  se situait à sept lieues équidistant entre celui de Toul et celui de Nancy sur la route royale (ancienne RN 4). Les bottes du postillon et cette distance de sept lieues auraient un lien (d'après le musée de la Poste) avec les bottes de sept lieues de l'ogre dans le Petit Poucet, conte de Charles Perrault. Le relais a appartenu à la famille Gay (François GAY, maître de poste en 1747).
Le relais de poste de Toul était à 3 lieues soit environ 13 km. Le 12 mai 1791, le relais possédait 28 chevaux.
Au XVIIe siècle, Velaine aux bois dépendait de la prévôté de Gondreville.
En 1789, il ne comportait que 27 habitants dans le village. Sous la Révolution française, la commune est placée dans le canton de Pont-Saint-Vincent puis rejoint celui de Nancy-Nord en 1801.
Une épidémie de choléra-morbus décime le village du 20 mai au mois de juin 1832, 110 habitants sont atteints et 62 décès sont à dénombrer dont 27 femmes (et filles) et 35 hommes (et garçons).
Destructions au cours de la guerre 1939-1945.
En 1973, la commune est versée dans le canton de Domèvre et quitte donc l'arrondissement de Nancy pour celui de Toul.
Le 1er janvier 2019, la commune fusionne avec Sexey-les-Bois pour former la commune nouvelle de Bois-de-Haye dont la création est actée par un arrêté préfectoral du 2 novembre 2018.

### Le cahier de  doléance
Fait corps avec le cahier de doléance
Date : 8 mars 1789
Lieu : au domicile de François Nicolas, sindic de la municipalité de Velaine-en-Haye.
Président : François Nicolas, sindic (voir Syndic)
Greffier : J. F. George
Députés (pour assister aux États généraux) : Pierre Depardieu, laboureur ; Pierre Laurent laboureur
Cahier contenant les doléances, plaintes et remontrances [...] de la communauté de Velaine en Haye, Bailliage de Nancy.
En l’an mil sept cent quatre-vingt-neuf, le huitième jour de mars, au domicile de François Nicolas, sindic de la municipalité de Velaine en Haye, midy sonnant, heure indiquée, pardevant nous, François Nicolas, sindic susdit :
Sont comparus en personne, les habitants dudit Velaine, lesquels, suivant la lettre du Roi, en datte du vingt quatre janvier dernier, portant convocation des Etats Généraux, et des Règlemens y annexés :
Et suivant l’ordonnance de Monsieur le Lieutenant Général du Bailliage de nancy du vingt six février aussi dernier, ensuite de l’assignation à eux données par l’huissier Claude, le sixième de ce mois, et après que la lettre de convocation de Sa Majesté et du règlement y annexé, ainsi que l’ordonnance de Mondit Sr le Lieutenant général ont été publiés au prône du dit Velaine aujourd’huy, ainsi que les copies lues et affichées à la porte de l’église à l’issue de la messe paroissiale,
Ont les dits habitans, pour y satisfaire, élus à la pluralité des suffrages les personnes de Pierre Depardieu et Pierre Laurent, tous les deux laboureurs au dit Velaine ;
Auxquels ils donnent pouvoir et puissance de comparaître en l’assemblée qui se fera audit Bailliage royal le seizième jour de ce mois : d’y déclarer en leurs noms, conformément aux instructions et pouvoir ci-après, les doléances, plaintes et remontrances que ladite Communauté est susceptible, et toutes autres choses qu’ils aviseront bon être, tant pour le bien de l’État que du leur et du public.
Sous quel aspect qu’on puisse considérer cette Communauté on la trouvera, et l’est effectivement, une des plus chétives et une des plus pauvres de la province; en voici les raisons :
Elle est d’abord accablée d’impôts de tout genres, qu’il est impossible de supporter plus longtems ; et qui sont dautant plus lourds, qu’ils existent sans égards !
Cette Communauté n’a aucun revenu, ni pâquis communal, presque point de prey, encore ceux qui en ont sont à ferme.
Le territoire de leur ban est un sol ingrat, environné presque de toutes parts de bois, qui occasionnent des fréquens brouillard, et détruisent leurs espérances à la veille des récoltes : très souvent.
Cette proximité des bois y cause des dommages excessifs tant par les bêtes sauvages que les privées.
Il n’y a point de vigne, tandis que beaucoup d’autres, outre leurs récoltes en grains, l’ont aussi en vin, ce qui fait à ceux-là un bien être et dont ceux-ci sont frustrés.
Ils ont à la vérité une chétive portion affouagère de souille seulement : qui à peine vaut les vingtièmes, les frais de marques excessifs et huit rezeaux d’avoine qu’on oblige à payer annuellement au domaine.
Dans la futaye, il n’y ont rien à présent : quoi que jusqu’en 1745 on avoit en cette Communauté cette futaye. Puis après, elle fut vendue le tiers au Roy, le reste à la Communauté, ce qui dura quelques années ; puis, depuis Mr de Galloi, alors secrétaire d’Etat, on n'a plus rien eu, ni espèce, ni argent en provenant ; tandis que nombre d’endroits ont ressources la dessus à la caise, tant pour construction que réparation d’Eglige ou autre nécessité communale.
Leur Église est la plus pauvre comme aussi ses paroissiens, qu’on puisse dans le diocèze : n’ayant aucun revenus ; la Cathédrale de Toul, qui en perçoit les cinq sixièmes de la dixme, ne veut y fournir la moindre des choses tous laboureurs ici le sont à ferme. Les maîtres payés, ils n’ont souvent plus rien.
Outre les deniers de subvention, Pont et Chaussées, vingtième communal, affecté sur leur affouages, entretiens des routtes, qui sont considérables, et ceux de leur église.
Chaque individu, indistinctement paye annuellement à Mr. le Comte de Fontenoy, Seigneur dudit Velaine, des redevances en grain, argent et volaille qui se sont portés en cette année pour un chacun à 33 livres.
Qu’au surplus, il existe un droit dans ce lieu pour le passage du baq de Gondlle où on passe très peu, souvent point du tout, ce qui coûte annuellement à chaque individu, dix-neuf sous, dont on en demande la suppression comme abus.

## Politique et administration

### Liste des maires
| Période                                  | Période                    | Identité              | Étiquette | Qualité                                                                               |
| ---------------------------------------- | -------------------------- | --------------------- | --------- | ------------------------------------------------------------------------------------- |
| 1789                                     | ?                          | François Nicolas      |           |                                                                                       |
| Les données manquantes sont à compléter. |                            |                       |           |                                                                                       |
| mars 2001                                | mars 2008                  | Camille Bibaut        |           |                                                                                       |
| mars 2008                                | septembre 2016 (démission) | Philippe Morenvillier | UMP-LR    | Chef d'entreprise Député de la 5e circonscription de Meurthe-et-Moselle (2008 → 2012) |
| septembre 2016                           | 31 décembre 2018           | Denis Picard          | SE        | Retraité                                                                              |
| Les données manquantes sont à compléter. |                            |                       |           |                                                                                       |

## Démographie
L'évolution du nombre d'habitants est connue à travers les recensements de la population effectués dans la commune depuis 1793. Pour les communes de moins de 10 000 habitants, une enquête de recensement portant sur toute la population est réalisée tous les cinq ans, les populations de référence des années intermédiaires étant quant à elles estimées par interpolation ou extrapolation. Pour la commune, le premier recensement exhaustif entrant dans le cadre du nouveau dispositif a été réalisé en 2004.

En 2016, la commune comptait 1 855 habitants, en évolution de +29,27 % par rapport à 2010 (Meurthe-et-Moselle : −0,13 %, France hors Mayotte : +2,11 %).
| 1793 | 1800 | 1806 | 1821 | 1831 | 1836 | 1841 | 1846 | 1851 |
| ---- | ---- | ---- | ---- | ---- | ---- | ---- | ---- | ---- |
| 341  | 370  | 384  | 400  | 430  | 411  | 433  | 470  | 475  |

| 1856 | 1861 | 1872 | 1876 | 1881 | 1886 | 1891 | 1896 | 1901 |
| ---- | ---- | ---- | ---- | ---- | ---- | ---- | ---- | ---- |
| 460  | 456  | 436  | 434  | 412  | 412  | 389  | 360  | 348  |

| 1906 | 1911 | 1921 | 1926 | 1931 | 1936 | 1946 | 1954 | 1962 |
| ---- | ---- | ---- | ---- | ---- | ---- | ---- | ---- | ---- |
| 340  | 319  | 276  | 253  | 261  | 272  | 229  | 296  | 365  |

| 1968 | 1975 | 1982 | 1990  | 1999  | 2004  | 2006  | 2009  | 2014  |
| ---- | ---- | ---- | ----- | ----- | ----- | ----- | ----- | ----- |
| 410  | 798  | 867  | 1 310 | 1 495 | 1 492 | 1 525 | 1 434 | 1 794 |

| 2016  | - | - | - | - | - | - | - | - |
| ----- | - | - | - | - | - | - | - | - |
| 1 855 | - | - | - | - | - | - | - | - |

## Économie
Le parc industriel de Haye est une ancienne base de l'OTAN (plus de 500 hectares). En 2016, elle comprend trois zones principalement utilisées comme zone d'activité économique (263 hectares), zone de loisir (233 hectares, boisés, domaine inaliénable de l'État) et zone destinée à l'enseignement, avec  :
- le Campus de l’Office national des forêts qui s'étend sur 20 hectares. Ce site de formations s'inscrit dans les domaines de la gestion durable des forêts, des milieux naturels, de l’eau, de l’air ainsi que dans les domaines des relations humaines et de la communication. Il a été construit pour répondre aux besoins de formation interne de ONF en faveur d'une gestion plus soutenable des forêts et a accueilli de nombreuses promotions de personnels techniques et administratifs, recrutés jusqu’à la fin des années 1990, puis moins utilisés alors qu'une partie des départs à la retraite n'étaient plus compensés et alors que la formation permanente s'est plutôt faite dans les directions territoriales de l'ONF, plus proches des habitations des agents[16] ;
- un  centre de formation de l’ASNL.

### Secteur primaire ouAgriculture
Le secteur primaire comprend, outre les exploitations agricoles et les élevages, les établissements liés à l’exploitation de la forêt et les pêcheurs.
D'après le recensement agricole 2010 du Ministère de l'agriculture (Agreste), la commune de Velaines était majoritairement orientée  sur la production de céréales et d'oléagineux sur une surface agricole utilisée d'environ 87 hectares (très inférieure à la surface cultivable communale) en baisse depuis 1988 - Le cheptel en unité de gros bétail s'est fortement réduit de 41 à 16 entre 1988 et 2010. Il n'y avait plus que 3 exploitation(s) agricole(s) ayant leur siège dans la commune employant 2 unité(s) de travail.

## Culture locale et patrimoine

### Lieux et monuments
- Église reconstruite après 1945.

### Musées
- Musée automobile de Lorraine : collection d'une centaine de véhicules.
- Musée militaire Hall Patton : matériel militaire américain de la Seconde Guerre mondiale ; véhicules en état de marche.

### Personnalités liées à la commune
- Jean-Baptiste Antoine Gérard (1791-1875), homme politique né à Velaine-en-Haye, député de la Meurthe de 1849 à 1851.
- Geo Condé (1891-1980), artiste peintre, sculpteur, céramiste et marionnettiste français, mort à Velaine-en-Haye.
- Avec Sexey-les-Bois, Velaine est le berceau des familles Gouvion et Lance dans l'ascendance de Bernadette Chirac. Pierre Lance était maitre charpentier dans la commune[18].
- Cédric Lécluse, vainqueur de la Coupe de la Ligue en 2006 contre Nice, champion de Division 2 en 1998 et de la Ligue 2 en 2005 avec le club de football de l'ASNL.
- Antonin Michel, champion de Scrabble, est originaire de Velaine-en-Haye.

### Héraldique
| Blason de Velaine-en-Haye | Blason  | De sinople à la jumelle en pal d'argent à l'écusson d'or en abîme chargé d'une bande de gueules à trois alérion d'argent. |
| Blason de Velaine-en-Haye | Détails | Velaine, comme son nom l'indique est dans la forêt de Haye (le sinople de l'écu). La commune dépendait du duché de Lorraine, et elle est située sur la route entre Nancy et Toul d'où la jumelle d'argent. Le statut officiel du blason reste à déterminer. |